# Карано (Тренто)
Карано (итал. Carano) је насеље у Италији у округу Тренто, региону Трентино-Јужни Тирол.
Према процени из 2011. у насељу је живело 821 становника. Насеље се налази на надморској висини од 1078 м.

## Становништво
| 1936. | 1951. | 1961. | 1971. | 1981. | 1991. | 2001. | 2011. |
| ----- | ----- | ----- | ----- | ----- | ----- | ----- | ----- |
| 761   | 822   | 869   | 789   | 791   | 850   | 951   | 1.073 |